# Nadboran potasu
Nadboran potasu – nieorganiczny związek chemiczny z grupy nadboranów, sól kwasu nadborowego i potasu. Można go otrzymać w wyniku reakcji nadtlenku wodoru i metaboranu potasu, KBO
2 (lub czteroboranu potasu, K
2B
4O
7), w obecności wodorotlenku potasu.
Jednowodny nadboran potasu uzyskuje się poprzez ogrzewanie soli czterowodnej. Monohydrat jest odporniejszy na wysoką temperaturę i łatwiej rozpuszcza się w wodzie niż tetrahydrat.
Nadboran potasu jest źródłem aktywnego tlenu, a ogrzewany powyżej 80 °C rozkłada się w gwałtowny sposób z wydzieleniem tlenu.